# Совсем как женщина
«Совсе́м как же́нщина» — кинофильм.

## Сюжет
Молодой экономист Джеральд (Эдриан Пасдар) живёт вдвоём с женой, которая и не подозревает что её муж трансвестит. Как-то жена приходит домой раньше, чем ожидалось, и обнаруживает детали женского костюма, разбросанные по их квартире. Не зная ничего о его тайне, она считает, что муж изменил ей с другой женщиной и вышвыривает его из своего дома и своей жизни. Джеральд снимает комнату в доме Моники (Джули Уолтерс), недавно разведённой 50-летней женщины. Их отношения переходят от отношений хозяйка/арендатор в дружеские, а потом и в отношения влюблённых. Моника узнаёт о том, что он трансвестит и пытается всячески поддержать его.